# Geschichtete Zufallsstichprobe

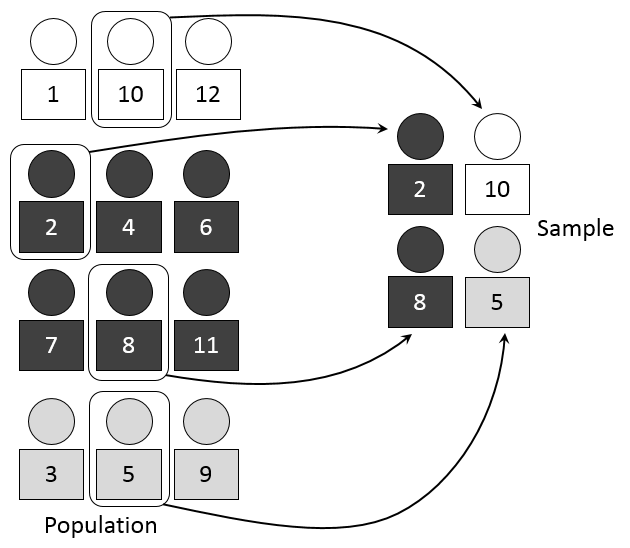
Geschichtete Zufallsstichprobe (Stratified sampling)

Das Ziehen einer geschichteten Zufallsstichprobe (auch: stratifizierte Zufallsstichprobe) kann in der Statistik Vorteile bringen, wenn die Grundgesamtheit in sinnvolle Gruppen, die sogenannten Schichten, unterteilt werden kann. Sinnvoll bedeutet hier, dass die Schichten hinsichtlich eines oder mehrerer Merkmale, die auch die Ausprägung des letztlich interessierenden Merkmals beeinflussen, in sich relativ homogen sind und sich voneinander möglichst deutlich unterscheiden. Typische Schichten, die für Stichproben zur Beantwortung sozialwissenschaftlicher, medizinischer oder Marktforschungs-relevanter Fragestellungen eine Rolle spielen, wären etwa Altersgruppen oder Bevölkerungsschichten nach Einkommen, Bildungsabschluss, Wohnort etc.
Man schränkt nun die rein zufällige Auswahl der Stichprobenelemente insofern ein, als man die Stichprobenumfänge pro Schicht vorgibt und danach in jeder Schicht eine reine Zufallsstichprobe zieht. (Die einzelnen Zufallsstichproben werden getrennt ausgewertet und die Ergebnisse im Anschluss zusammengefasst.) Man „verbietet“ damit extreme Stichproben, die beispielsweise zufällig fast nur Elemente aus einer Schicht enthalten, und bekommt in der Konsequenz bessere Punktschätzer, d. h. Schätzer mit kleinerer Varianz. Durch geeignete Schichtung lässt sich also bei gleicher Ergebnisgenauigkeit der Gesamtstichprobenumfang gegenüber einer einfachen Zufallsstichprobenziehung verringern, was die Kosten der Datenerhebung senkt.
In Monte-Carlo-Simulationen kann man geschichtete Zufallsziehungen als Mittel der Varianzreduktion einsetzen. Die Schichtungsmerkmale (Paradaten) müssen vorab bekannt sein.

## Grundgesamtheitsgrößen
{\displaystyle N} Umfang der Grundgesamtheit, {\displaystyle L} Anzahl der Schichten, {\displaystyle X} interessierendes Merkmal. Im Folgenden ist {\displaystyle i=1,\dots ,L}. {\displaystyle \quad N_{i}} Umfang der Schicht {\displaystyle i}. {\displaystyle \quad X_{i}} Ausprägung des Merkmals in Schicht {\displaystyle i}. {\displaystyle \quad p_{i}=N_{i}/N} relative Schichtstärke. {\displaystyle \quad \operatorname {E} (X_{i})=\mu _{i}} Erwartungswert in Schicht {\displaystyle i}. {\displaystyle \quad \operatorname {Var} (X_{i})=\sigma _{i}^{2}} Varianz in Schicht {\displaystyle i.\quad } Es gilt:
{\displaystyle \mu =\operatorname {E} (X)=\sum _{i=1}^{L}p_{i}\mu _{i};\quad \sigma ^{2}=\operatorname {Var} (X)=\sum _{i=1}^{L}p_{i}\sigma _{i}^{2}+\sum _{i=1}^{L}p_{i}(\mu _{i}-\mu )^{2}}.
Die Gesamtvarianz ist die Summe der Varianz in den Schichten und der Varianz zwischen den Schichten.

## Schätzer für die Grundgesamtheitsparameter
Wir konzentrieren uns auf die Schätzung von {\displaystyle \mu }. Seien {\displaystyle n_{i};\ i=1,\dots ,L} die Stichprobenumfänge pro Schicht und {\displaystyle n=\sum _{i=1}^{L}n_{i}} der Gesamtstichprobenumfang. Seien weiter {\displaystyle x_{i1},\dots ,x_{in_{i}}} die Stichprobenwerte aus den Schichten. Dann ist {\displaystyle {\hat {\mu }}_{i}=1/n_{i}\sum _{j=1}^{n_{i}}x_{ij}={\overline {X}}_{i}} ein erwartungstreuer Schätzer für {\displaystyle \mu _{i}} und {\displaystyle {\hat {\mu }}=\sum _{i=1}^{L}p_{i}{\overline {X}}_{i}} eine erwartungstreue Schätzung für {\displaystyle \mu }. Zum Vergleich mit dem hier interessierenden Schätzer {\displaystyle {\hat {\mu }}} wird das auf reiner Zufallsauswahl beruhende Stichprobenmittel {\displaystyle {\overline {X}}} herangezogen.

## Schichtungsarten
- Proportionale Schichtung:

Von einer proportional geschichteten Zufallsstichprobe spricht man, wenn die Umfänge der den verschiedenen Schichten entnommenen Stichproben proportional zum Anteil der Schicht an der Grundgesamtheit sind: So ist jede Schicht in der Stichprobenauswahl in gleicher Relation wie in der Grundgesamtheit vertreten.
Wenn man {\displaystyle n_{i}=p_{i}n;\quad i=1,\dots ,L} wählt, dann sind die {\displaystyle n_{i}} proportional zum Schichtumfang {\displaystyle N_{i}}. {\displaystyle \ \operatorname {Var} {\hat {\mu }}} ist deutlich kleiner als {\displaystyle \ \operatorname {Var} {\overline {X}}}, wenn sich die Erwartungswerte {\displaystyle \mu _{i}} in den Schichten stark unterscheiden, d. h. wenn die Varianz zwischen den Schichten groß ist.
Bei proportionaler Zweifachschichtung werden die Stichprobenumfänge in den Schichtzellen häufig keine ganzen Zahlen sein, siehe dazu Kontrolliertes Runden.
- Disproportionale Schichtung:

Sind die Größen der den Schichten entnommenen Zufallsstichproben unabhängig vom Anteil der Schicht an der Grundgesamtheit, handelt es sich um eine disproportional geschichtete Zufallsstichprobe. Im einfachsten Fall werden aus allen Schichten etwa gleich große Zufallsstichproben gezogen. Ein Motiv für ein solches Vorgehen kann z. B. sein, dass die zu entnehmende Zufallsstichprobe für eine sehr kleine Schicht bei proportionaler Schichtung und vertretbarem Aufwand für die Gesamterhebung zu klein für eine sinnvolle statistische Auswertung wäre. So werden etwa bei den Erhebungen für die PISA-Studien disproportional geschichtete Stichproben verwendet, um auch die Eigenschaften kleinerer Schichten wie etwa die der Schüler der kleinen Bundesländer Hamburg und Bremen mit hinreichender Genauigkeit zu ermitteln. (Um die Studienergebnisse insgesamt nicht zu verzerren, werden die aus den einzelnen Schichten gewonnenen Ergebnisse wiederum proportional gewichtet.)
Sonderformen der disproportionalen Schichtung sind die varianzoptimale und die kostenoptimale Schichtung.
- Varianzoptimale Schichtung:

Wenn
{\displaystyle n_{i}={\frac {n}{\sum _{j=1}^{L}p_{j}\sigma _{j}}}p_{i}\sigma _{i};\quad i=1,\dots ,L},
dann ist bei stark unterschiedlichen {\displaystyle \sigma _{i}} die Varianz von {\displaystyle {\hat {\mu }}} wesentlich kleiner als bei proportionaler Schichtung, weil Schichten mit großer Streuung stärker beprobt werden. Proportionale Schichtung ist varianzoptimal, wenn alle {\displaystyle \sigma _{i}} gleich sind.
- Kostenoptimale Schichtung:

Seien {\displaystyle c} die zur Verfügung stehenden Gesamtkosten und {\displaystyle c_{i}} die Kosten für die Auswahl eines Elementes aus Schicht {\displaystyle i;\ i=1,\dots ,L}. Wenn man nun die Varianz von {\displaystyle {\hat {\mu }}} minimiert unter der Nebenbedingung, die Kosten nicht zu überschreiten, dann ergibt sich
{\displaystyle n_{i}={\frac {n}{\sum _{j=1}^{L}p_{j}\sigma _{j}{\sqrt {c_{j}}}}}\cdot {\frac {p_{i}\sigma _{i}}{\sqrt {c_{i}}}}}.
In der Regel ist obiger Wert keine natürliche Zahl und daher zu runden.

## Stratifikationsproblematik
Stratifikation ist die Einteilung der Grundgesamtheit in Schichten. Dabei entstehen zwei Teilprobleme:
1. Die Festlegung der Anzahl der Schichten.
2. Die Festlegung der Schichtabgrenzung.

Ziel ist es, die beiden Teilprobleme so zu lösen, dass die Schätzungen genauer werden. Dazu bedarf es allerdings meist Vorinformationen über die Grundgesamtheit (etwa durch die Amtliche Statistik oder vorhergehende Untersuchungen).
Eine Lösung o. g. Problematik stellt etwa das Stratifikationsmodell nach Dalenius inklusive entsprechender Näherungslösungen wie die cum{\displaystyle {\sqrt {f}}}-Regel oder die equal aggregate {\displaystyle \sigma }-Regel dar.

## Vergleich mit Klumpen-Stichprobe
Bei geschichteten Stichproben und Klumpenstichproben wird die Grundgesamtheit jeweils in Gruppen unterteilt – im Fall der geschichteten Stichprobe sind das die Schichten, bei der Klumpenstichprobe die sogenannten „Klumpen“ oder Cluster. Der wesentliche Unterschied zwischen beiden Stichprobenauswahlverfahren liegt in den statistischen Eigenschaften der Gruppen im Vergleich miteinander und mit der Grundgesamtheit.
Die Anwendung der Klumpenstichprobe beruht auf der Annahme, dass jeder Klumpen ein möglichst ideales verkleinertes Abbild der Grundgesamtheit ist, also dieser bezüglich Erwartungswert und Varianz bzw. Verteilung des interessierenden Merkmals und anderer, eventuell damit korrelierender Merkmale möglichst nahekommt: Die Klumpen sind in sich möglichst so heterogen wie die Grundgesamtheit und einander diesbezüglich idealerweise sehr ähnlich.
Dagegen werden die Schichten der geschichteten Stichprobe zweckmäßig so gewählt, dass sie im Hinblick auf die für die Schichtauswahl relevanten Merkmale in sich wesentlich homogener sind als die Grundgesamtheit (also für diese Merkmale jeweils eine kleinere Varianz als die Grundgesamtheit aufweisen) und sich voneinander bezüglich der Erwartungswerte dieser Merkmale möglichst stark unterscheiden.

## Vergleich mit Quotenstichprobe
Die Quotenstichprobe ist der proportional geschichteten Zufallsstichprobe in zwei Aspekten sehr ähnlich: Bei beiden Verfahren geht es darum, erstens die zu untersuchende Grundgesamtheit in Gruppen einzuteilen, die durch bestimmte relevante Merkmale charakterisiert sind; und zweitens aus diesen Gruppen Stichproben zu entnehmen, deren relative Größe durch den Anteil der Gruppe an der Grundgesamtheit bestimmt wird.
Der Unterschied zwischen beiden Verfahren liegt in der Anwendung eines zufälligen oder willkürlichen Auswahlverfahrens für die letztlich in die Stichprobe einbezogenen Individuen/Elemente: Die geschichtete Zufallsstichprobe hat eine angebbare Ziehungswahrscheinlichkeit für jedes Element der Grundgesamtheit, während bei der Quotenstichprobe keine solche Ziehungswahrscheinlichkeit angegeben werden kann. Eine willkürliche Auswahl kann zum Beispiel auf Selbstselektion beruhen: Der Untersucher sucht etwa per Annonce nach geeigneten Studienteilnehmern, kontaktiert passende Mitglieder eines Online-Panels, die sich zur Teilnahme an Meinungsumfragen bereiterklärt haben, oder spricht willkürlich geeignete Passanten an, von denen sich nur einige dafür entscheiden, ihm zu antworten. Das tut er so lange, bis er die Quoten für seine Stichproben erfüllt hat. Sofern nun die Eigenschaften der Teilnehmer, die sie zur Selbstselektion bewogen haben, auch das interessierende Merkmal beeinflussen, werden die Ergebnisse der Quotenstichprobe gegenüber der Ergebnissen einer geschichteten Zufallsstichprobe verzerrt sein (ähnliches passiert bei einer Zufallsstichprobe allerdings durch Antwortausfall). Auch von Seiten des Interviewers kann es bei der Quotenstichprobe zur Stichprobenverzerrung kommen, indem z. B. sympathiebasiert Passanten angesprochen werden oder eine Liste von Telefonnummern in einer bestimmten Reihenfolge „abgearbeitet“ wird.
Quotenstichproben sind billiger, schneller und in ihren Voraussetzungen weniger anspruchsvoll als geschichtete Zufallsstichproben; in vielen Fällen können sie ein praktikabler Ersatz für diese sein. Quotenstichproben sind die Methode der Wahl in der kommerziellen Markt- und Meinungsforschung und werden durchaus auch in der akademischen Forschung eingesetzt.